# Толбот, М.
М. В. Толбот (англ. M. W. Talbott, полное имя неизвестно) — британский регбист, серебряный призёр летних Олимпийских игр 1900.
На Играх Толбот входил в сборную Великобритании, которая в единственном матче проиграла Франции со счётом 21:8, получив серебряные медали.